# Antonio Rodríguez Martínez
Antonio Rodríguez Martínez (ur. 17 grudnia 1979 w Alicante) – hiszpański piłkarz występujący na pozycji bramkarza w Rayo Vallecano.